# Showcase (电视频道)
Showcase是加拿大英语电视频道。由萧氏媒体持有的，曾和美国有线电视频道Showtime一同播出电视剧同志亦凡人；目前正在播出的电视剧有《妖女迷行》《超越时间线》《杀手十三》等。